# Mäander (Ornamentik)

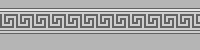
Mäander

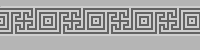
Doppelmäander

Der Mäander ist ein seit der Jungsteinzeit verwendetes orthogonales Ornament. Eine Sonderform des Mäanders ist der Doppelmäander, der aus zwei entgegengesetzt verlaufenden Mäandern besteht. Die gerundete Form heißt Laufender Hund.

## Herkunft und Begriffe
Die Bezeichnung entstand in Anlehnung an den vielfach gewundenen Lauf des kleinasiatischen Flusses Mäander.
Falls die Höhenteilung des Mäanderfrieses zwischen den waagerechten Linien eine gerade Zahl von Zwischenräumen ergibt, spricht man von einem attischen Mäander, bei ungerader Zahl von einem kleinasiatischen Mäander. Wenn Mäanderformen überlagert sind, ergibt sich im Zentrum des Ornaments die Grundform des Hakenkreuzes.
Mäander stammen ursprünglich aus der griechischen Kunst. In der griechischen Antike steht dieses Ornament für die Erlangung der Ewigkeit als Dauer in der Zeit durch Reproduktion. Ein alterndes Wesen setzt ein junges an seine Stelle und erlangt so Unsterblichkeit. Das ältere Wesen rollt sich zusammen, während sich ein junges entfaltet. Es ist eine Anspielung auf den uralten und ewig jungen Gott Eros und die sich ewig erneuernde Energie des Kosmos.

## Verwendung
Mäander finden sich zum Beispiel in den Bordüren von Gewändern oder als strukturbetonendes Relief und als Fries in der Architektur. Bekannt sind auch Mäanderfriese in der pompejianischen Wandmalerei, beispielsweise in der Villa Mysterii oder Mysterienvilla, hier als Doppelmäander. 
Für Tapeten gibt es sehr viele Dekorstreifen mit dem Motiv „Mäander“.
Ein Mäander ist das Symbol der rechtsextremen griechischen Parteien Chrysi Avgi und Ethniko Metopo.

## Beispiele für Mäanderformen
| ╔════╗ ╔════╗╔═══╗╔═══╗╔══╗╔══╗╔══╗╔══╗╔════╗╔══╗╔══╗╔══╗╔══╗╔═══╗╔═══╗╔════╗ ╔════╗ ║ ╚══╗ ║ ╚══╗ ║╚══╗║╚══╗║╚═╗║╚═╗║╚═╗║╚═╗║╚═╗╔═╝║╔═╝║╔═╝║╔═╝║╔═╝║╔══╝║╔══╝║ ╔══╝ ║ ╔══╝ ║ ╚════╝ ╚════╝ ╚═══╝╚═══╝╚══╝╚══╝╚══╝╚══╝╚══╝╚══╝╚══╝╚══╝╚══╝╚══╝╚═══╝╚═══╝ ╚════╝ ╚════╝ |
| ╔═╗ ╔═╗ ╔═╗ ╔═╗╔═╗╔═╗╔═╗╔╗╔╗╔╗╔╗╔╗╔╗╔╗╔╗╔╗╔╗╔╗╔╗╔╗╔╗╔╗╔╗╔═╗╔═╗╔═╗╔═╗ ╔═╗ ╔═╗ ╔═╗ ╔═╗ ╚═╝ ╚═╝ ╚═╝ ╚═╝ ╚╝ ╚╝ ╚╝ ╚╝╚╝╚╝╚╝╚╝╚╝╚╝╚╝╚╝╚╝╚╝╚╝╚╝╚╝╚╝╚╝╚╝ ╚╝ ╚╝ ╚╝ ╚═╝ ╚═╝ ╚═╝ ╚═╝ ╚═╝ |
| ═╗ ╔════╗ ╔═══╗ ╔═══╗ ╔══╗╔══╗╔══╗╔══╗╔══╗╔══╗╔══╗╔══╗╔══╗╔══╗╔══╗ ╔═══╗ ╔═══╗ ╔════╗ ╔═ ╔═╝ ╚═╗ ╔╝ ╚╗ ╔╝ ╚╗ ╔╝ ╚╗╔╝╚╗╔╝╚╗╔╝╚╗╔╝╚╗╔╝╚╗╔╝╚╗╔╝╚╗╔╝╚╗╔╝╚╗╔╝╚╗╔╝ ╚╗ ╔╝ ╚╗ ╔╝ ╚╗ ╔═╝ ╚═╗ ╚═════╝ ╚═══╝ ╚═══╝ ╚═══╝╚══╝╚══╝╚══╝╚══╝╚══╝╚══╝╚══╝╚══╝╚══╝╚══╝╚═══╝ ╚═══╝ ╚═══╝ ╚═════╝ |
| ╔═══════════╗╔════════╗╔══════╗╔══════╗╔═════════╗╔══════╗╔══════╗╔════════╗╔═══════════╗ ║ ╔══╗ ╔══╗ ║║ ╔══╗╔═╗║║╔═╗╔═╗║║╔═╗╔═╗║║╔═╗╔═╗╔═╗║║╔═╗╔═╗║║╔═╗╔═╗║║╔═╗╔══╗ ║║ ╔══╗ ╔══╗ ║ ╚═╬═╗║ ║ ║ ║╚═╬═╗║║ ║║╚╬╗║║ ║║╚╬╗║║ ║║╚╬╗║║ ║║╔╬╝║║ ║║╔╬╝║║ ║║╔╬╝║║ ║║╔═╬═╝║ ║ ║ ║╔═╬═╝ ══╝ ║║ ╚══╝ ╚══╝ ║║╚═╝╚═╝║║╚═╝╚═╝║║╚═╝╚═╝║║╚═╝║║╚═╝╚═╝║║╚═╝╚═╝║║╚═╝╚═╝║║ ╚══╝ ╚══╝ ║║ ╚══ ════╝╚═══════════╝╚══════╝╚══════╝╚══════╝╚═══╝╚══════╝╚══════╝╚══════╝╚═══════════╝╚════ |
| ═╗ ╔═══════╗╔════╗╔════╗╔═══╗╔═══╗╔═══╗╔══════╗╔═══╗╔═══╗╔═══╗╔════╗╔════╗╔═══════╗ ╔═ ║ ║ ╔═══╗ ║║╔══╗║║ ╔═╗║║╔═╗║║╔═╗║║╔═╗║║╔═╗╔═╗║║╔═╗║║╔═╗║║╔═╗║║╔═╗ ║║╔══╗║║ ╔═══╗ ║ ║ ║ ║ ╚═╗ ║ ║║╚╗ ║║║ ╚╗║║║╚╗║║║╚╗║║║╚╗║║║╚╗║║╔╝║║║╔╝║║║╔╝║║║╔╝║║║╔╝ ║║║ ╔╝║║ ║ ╔═╝ ║ ║ ║ ╚═══╝ ║ ║╚═╝ ║║╚══╝║║╚═╝║║╚═╝║║╚═╝║║╚═╝║║╚═╝║║╚═╝║║╚═╝║║╚═╝║║╚══╝║║ ╚═╝║ ║ ╚═══╝ ║ ╚═══════╝ ╚════╝╚════╝╚═══╝╚═══╝╚═══╝╚═══╝╚═══╝╚═══╝╚═══╝╚═══╝╚════╝╚════╝ ╚═══════╝                      |
| ╔╗ ╔╗ ╔╗ ╔╗ ╔╗ ╔╗ ╔╗ ╔╗ ╔╗ ╔╗ ╔╗ ╔╗ ╔╝╚╗ ╔╝╚╗╚╝╔╝╚╗╚╝╔╝╚╗╚╝╔╝╚╗╚╝╔╝╚╗ ╔╝╚╗ ╔╝╚╗ ╚╗╔╝ ╚╗╔╝ ╚╗╔╝ ╚╗╔╝╔╗╚╗╔╝╔╗╚╗╔╝╔╗╚╗╔╝ ╚╗╔╝ ╚╝ ╚╝ ╚╝ ╚╝ ╚╝ ╚╝ ╚╝ ╚╝ ╚╝ ╚╝ ╚╝ |

Verwendungsbeispiele
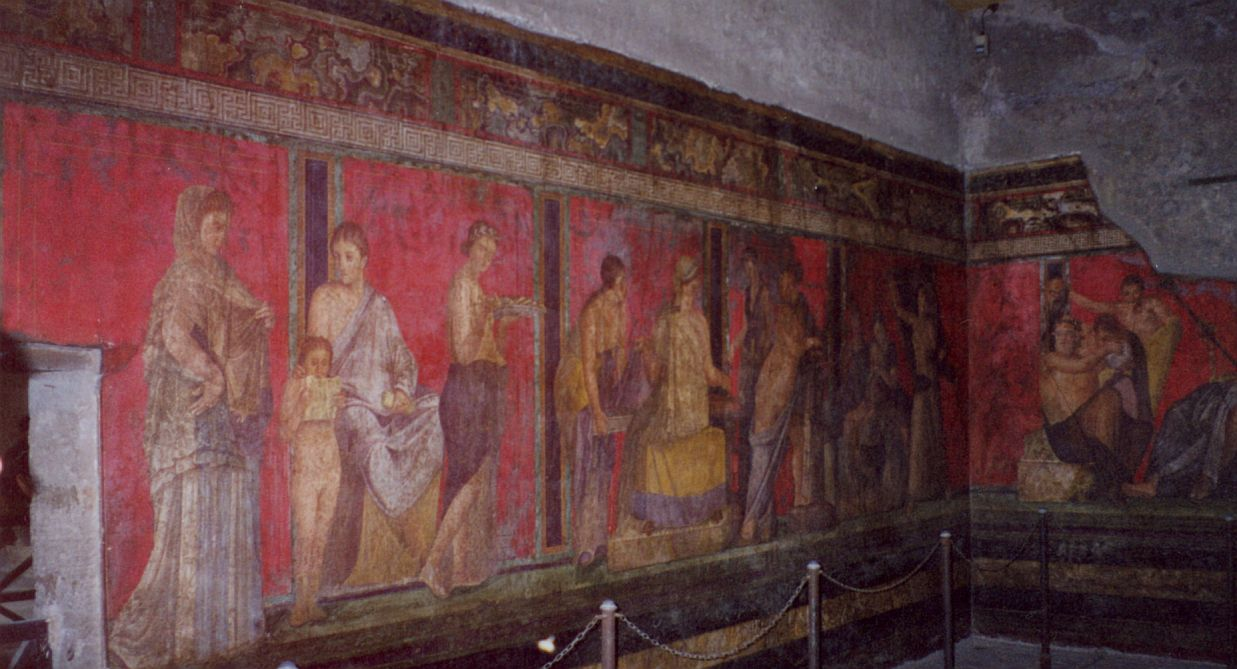
Gemalter Doppelmäander-Fries in der Villa dei Misteri (Mysterienvilla) bei Pompeji
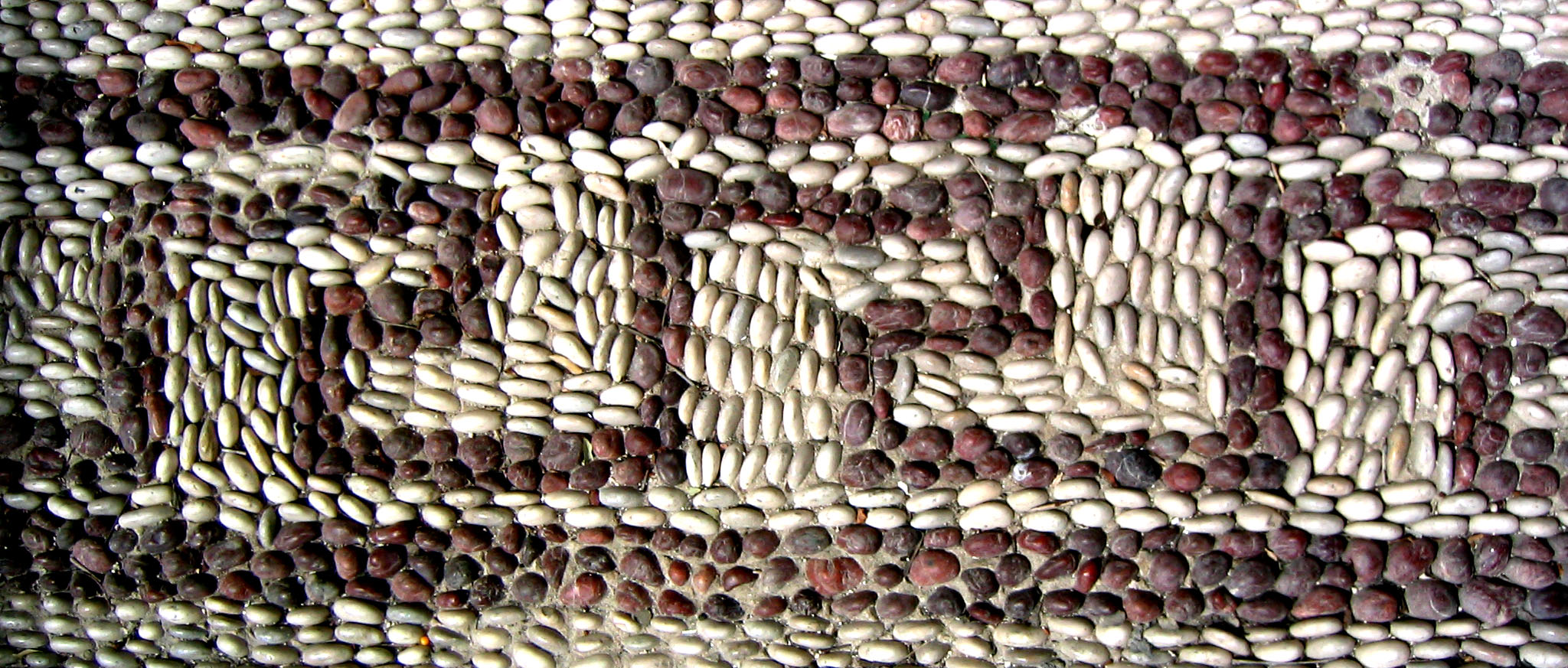
Mäander-Fries in einem Kieselpflaster auf Rhodos
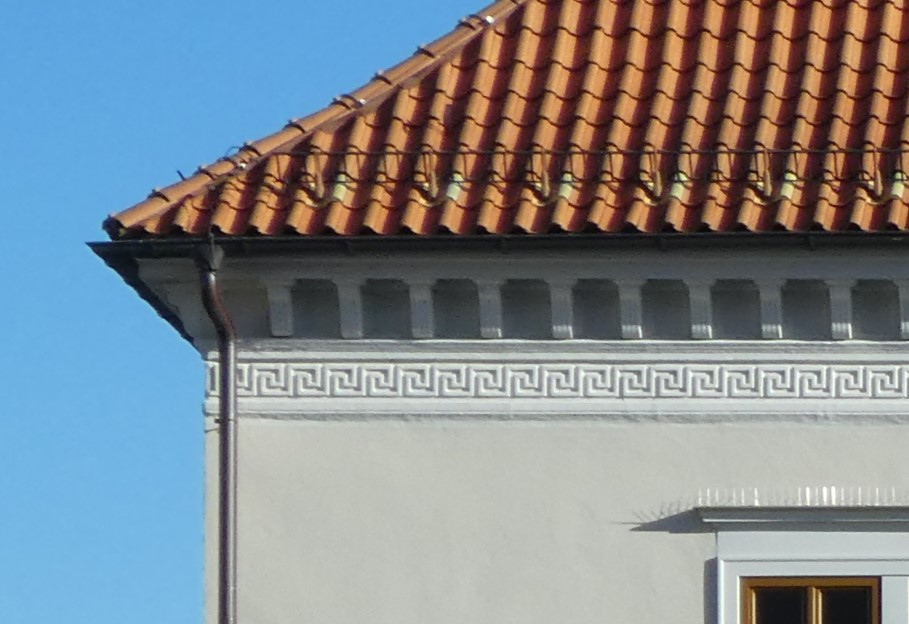
Mäander-Fries unter dem Kranzgesims des Rathauses Sondershausen, Umbau 1856
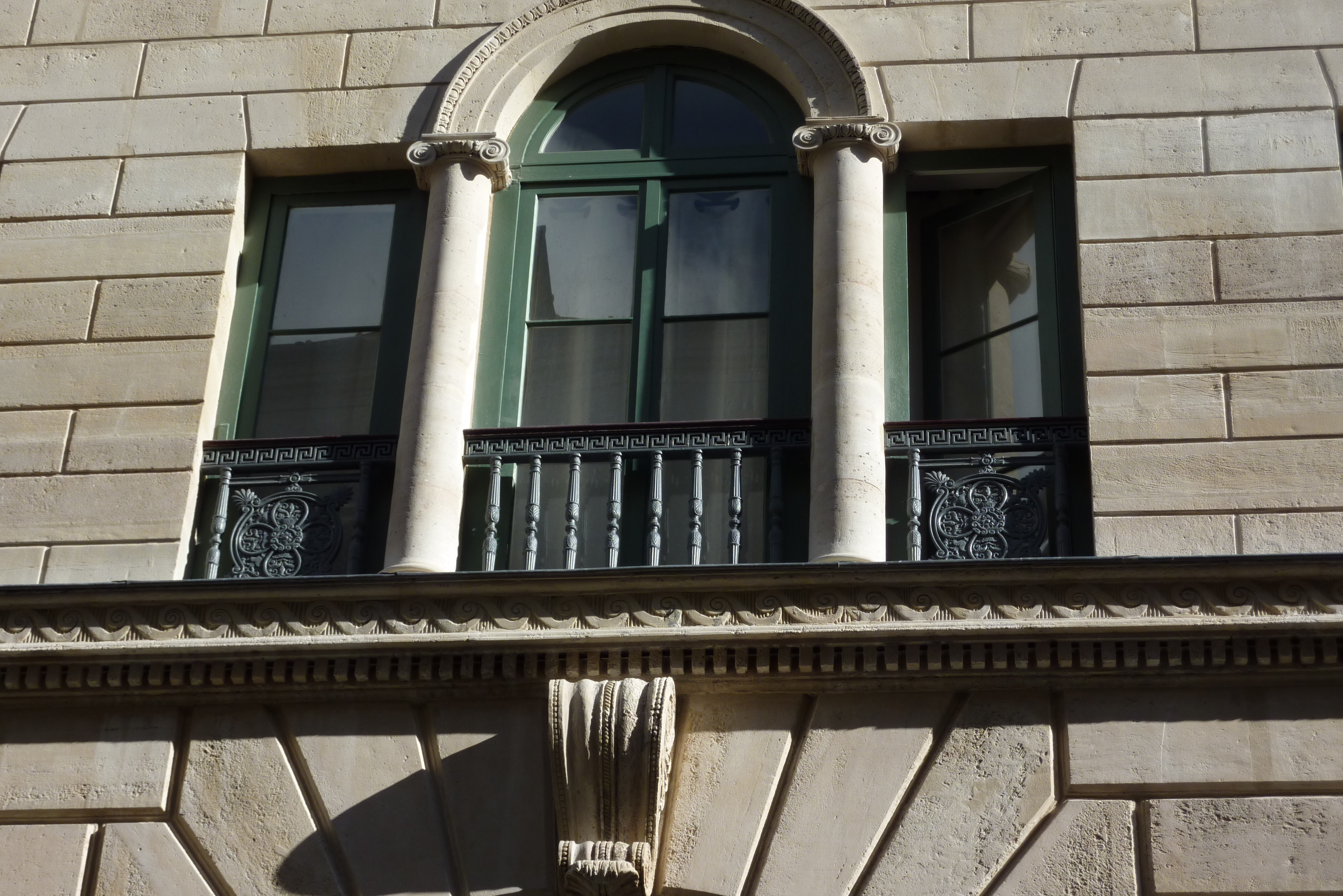
Mäander-Ornament an einem Balkongeländer über einem Gesims mit laufendem Hund in Paris (Rue d'Aboukir 194)